# Плимут (округ, Массачусетс)
Округ Плимут (англ. Plymouth County) располагается в штате Массачусетс, США.
Официально образован в 1685 году. По состоянию на 2010 год, численность населения составляла 494 919 человек.

## География
По данным Бюро переписи США, общая площадь округа равняется 2830,873 км2, из которых 1706,812 км2 суша и 1124,061 км2 или 40,000 % это водоёмы.

## Население
По данным переписи населения 2000 года в округе проживает 472 822 жителей в составе 168 361 домашних хозяйств и 122 398 семей. Плотность населения составляет 276,00 человек на км2. На территории округа насчитывается 181 524 жилых строений, при плотности застройки около 106,00-ти строений на км2. Расовый состав населения: белые — 88,70 %, афроамериканцы — 4,56 %, коренные американцы (индейцы) — 0,21 %, азиаты — 0,92 %, гавайцы — 0,02 %, представители других рас — 3,06 %, представители двух или более рас — 2,52 %. Испаноязычные составляли 2,44 % населения независимо от расы.
В составе 36,30 % из общего числа домашних хозяйств проживают дети в возрасте до 18 лет, 57,00 % домашних хозяйств представляют собой супружеские пары проживающие вместе, 11,90 % домашних хозяйств представляют собой одиноких женщин без супруга, 27,30 % домашних хозяйств не имеют отношения к семьям, 22,20 % домашних хозяйств состоят из одного человека, 9,00 % домашних хозяйств состоят из престарелых (65 лет и старше), проживающих в одиночестве. Средний размер домашнего хозяйства составляет 2,74 человека, и средний размер семьи 3,23 человека.
Возрастной состав округа: 26,80 % моложе 18 лет, 7,20 % от 18 до 24, 30,40 % от 25 до 44, 23,90 % от 45 до 64 и 23,90 % от 65 и старше. Средний возраст жителя округа 37 лет. На каждые 100 женщин приходится 95,00 мужчин. На каждые 100 женщин старше 18 лет приходится 91,30 мужчин.
Средний доход на домохозяйство в округе составлял 55 615 USD, на семью — 65 554 USD. Среднестатистический заработок мужчины был 45 535 USD против 31 389 USD для женщины. Доход на душу населения составлял 24 789 USD. Около 4,90 % семей и 6,60 % общего населения находились ниже черты бедности, в том числе — 8,30 % молодежи (тех, кому ещё не исполнилось 18 лет) и 7,90 % тех, кому было уже больше 65 лет.